# Ballarpur
Ballarpur là một thành phố và là nơi đặt hội đồng đô thị (municipal council) của quận Chandrapur thuộc bang Maharashtra, Ấn Độ.

## Nhân khẩu
Theo điều tra dân số năm 2001 của Ấn Độ, Ballarpur có dân số 89.995 người. Phái nam chiếm 52% tổng số dân và phái nữ chiếm 48%. Ballarpur có tỷ lệ 73% biết đọc biết viết, cao hơn tỷ lệ trung bình toàn quốc là 59,5%: tỷ lệ cho phái nam là 80%, và tỷ lệ cho phái nữ là 67%. Tại Ballarpur, 12% dân số nhỏ hơn 6 tuổi.